# Granica jemeńsko-omańska
Granica jemeńsko-omańska ma 294 km długości i ciągnie się od trójstyku Jemenu, Omanu i Arabii Saudyjskiej na północy po Morze Arabskie na południu. Swoją finalną formę zyskała w 1992 roku. Pojawiły się doniesienia o przemycie broni przez granicę oraz ingerencji Omańczyków i Saudyjczyków w jemeńskiej muhafazie Al-Mahra.

## Przebieg
Granica składa się zasadniczo z jednej prostej linii biegnącej od północnego zachodu na południowy wschód, od saudyjskiego trójstyku do wybrzeża Morza Arabskiego, a konkretniej przylądka Ras Darbat Ali. Wyjątkiem jest małe trójkątne "załamanie" mniej więcej w połowie linii granicznej, które wcina się w Jemen, aby objąć miasto Habarut w Omanie. Topograficznie granica przecina pustynię Ar-Rab al-Chali na północy i Jabal Qamar w górach Jibāl Ẓufār na południu.

## Przejścia graniczne
Istnieją dwa główne przejścia graniczne: Shahan-Al-Mazyunah na północy i Hawf-Sarfait  na południu.